# Trigonoorda gavisalis
Trigonoorda gavisalis is een vlinder uit de familie van de grasmotten (Crambidae). De wetenschappelijke naam van deze soort is voor het eerst voorgesteld als Ebulea gavisalis door Francis Walker in een publicatie uit 1869.
De soort komt voor in Australië (New South Wales).